# خان الكمرك (الموصل)
خان الكمرك الكبير هو خان قديم ضمن سوق باب السراي من مدينة الموصل القديمة، قرب منارة جامع الأغوات وقرب ساحة باب الجسر، أُسّسَ سنة 1114 الهجرية، الموافقة لسنة 1704 الميلادية، اُتخذ جزءٌ من الخان مخزناً للبضائع بعد سنة 1990م، وأُغلق الخان بعد معركة الموصل 2014، وتضرر بناؤه، ثم افتتح سنة 1440هـ، الموافقة 2015م، بنفقة آل الجليلي، التي توارثت ملكية الخان منذ تأسيسه بأيدي آبائهم إسماعيل آغا وإبراهيم آغا وخليل آغا، أبناء عبد الجليل، جعلَ أولئك الإخوةُ الخانَ وقفاً على جامعهم المسمى على اسمهم، جامع الأغوات، تُشرف على الخان دائرة الآثار بمحافظة نينوى، يُنطق حرفا الكاف في كلمة الكمرك بالكاف الفارسية، قيل إن معنى الكمرك في اسم الخان أنه كان مكاناً لترسيم البضائع وفقاً لنظام الحكم العثماني، يُسمّى خان الكمرك الكبير للتفريق بينه وبين خان كمرك صغير آخر قرب شاطئ جلة.

## صور

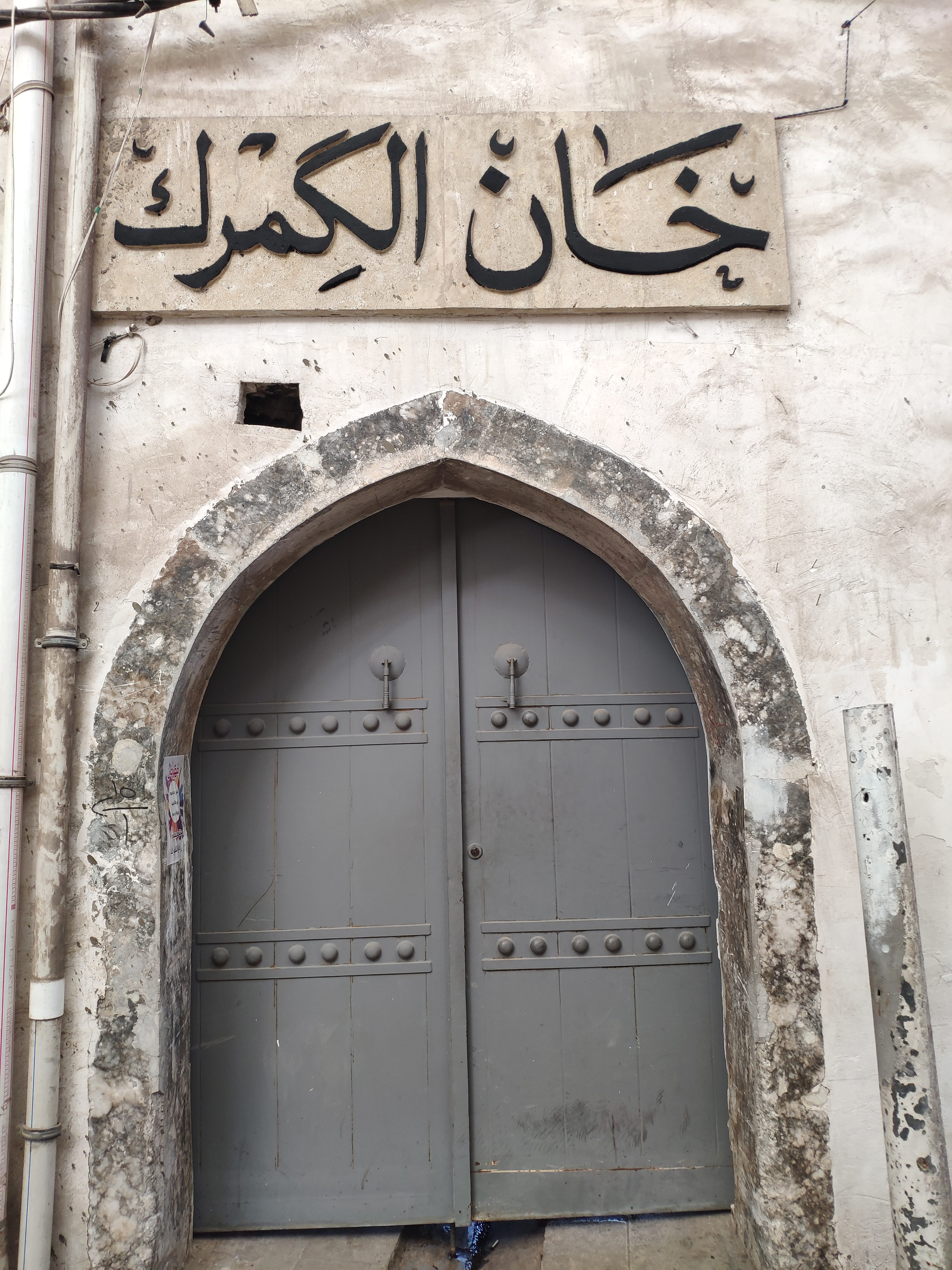
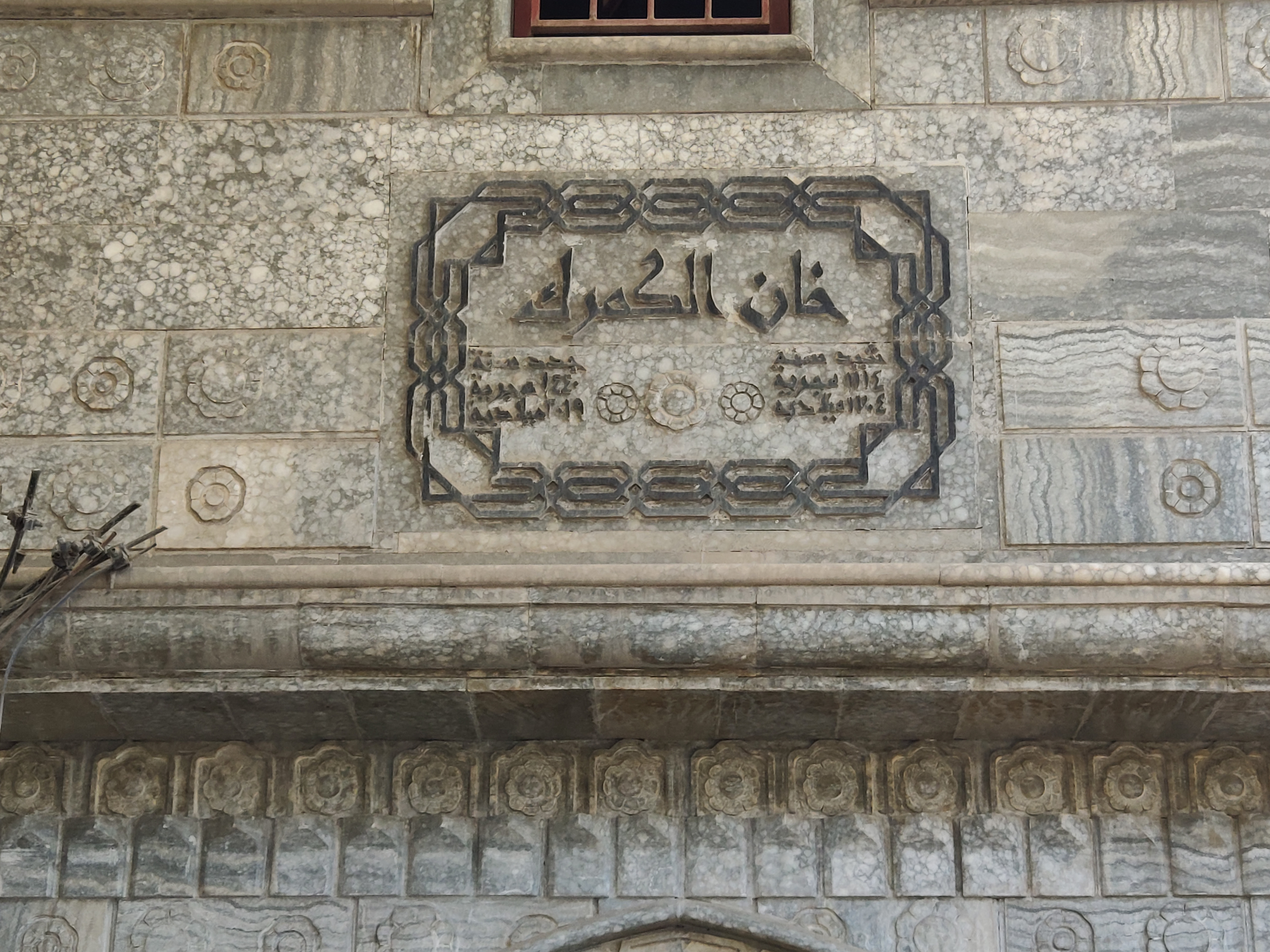
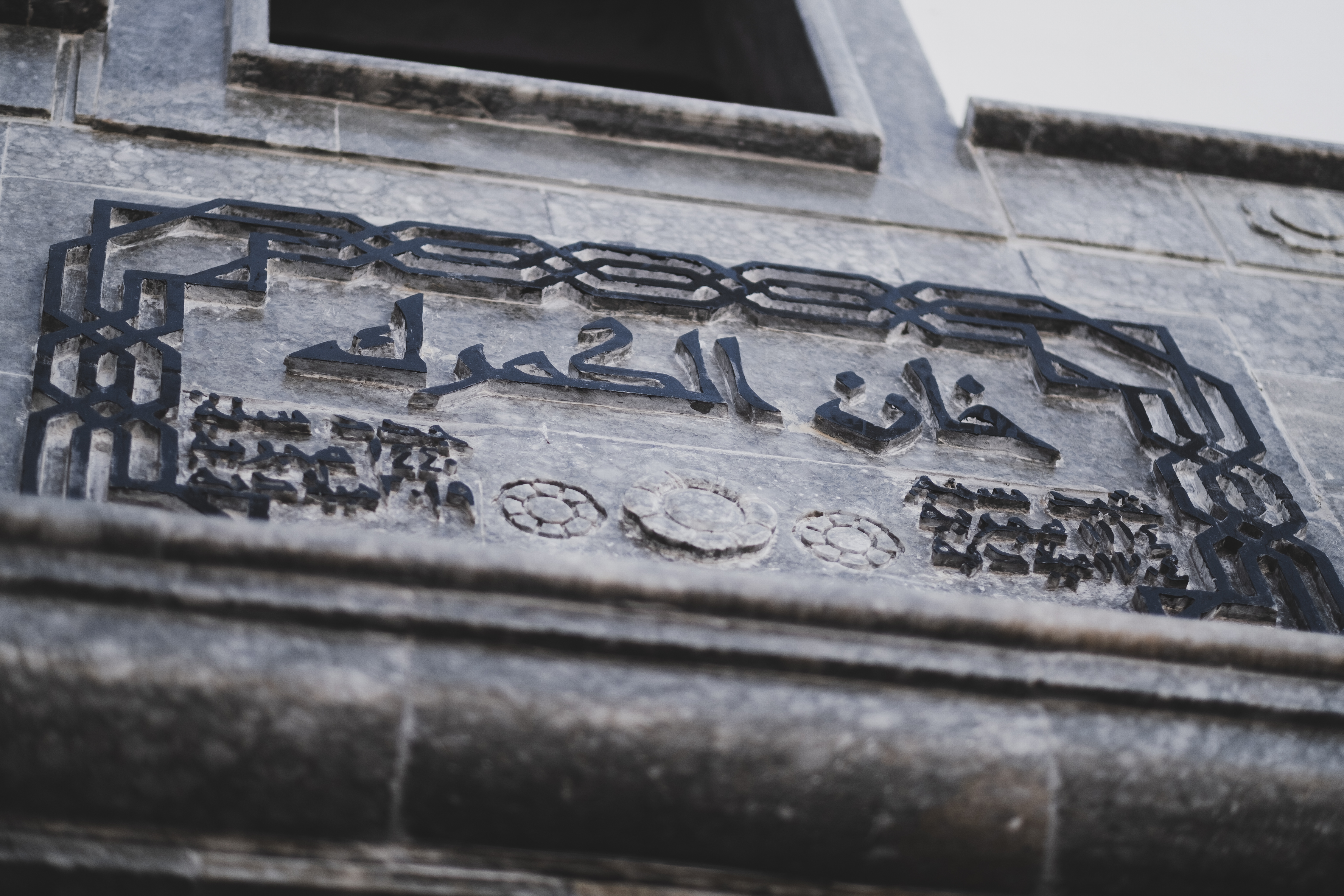
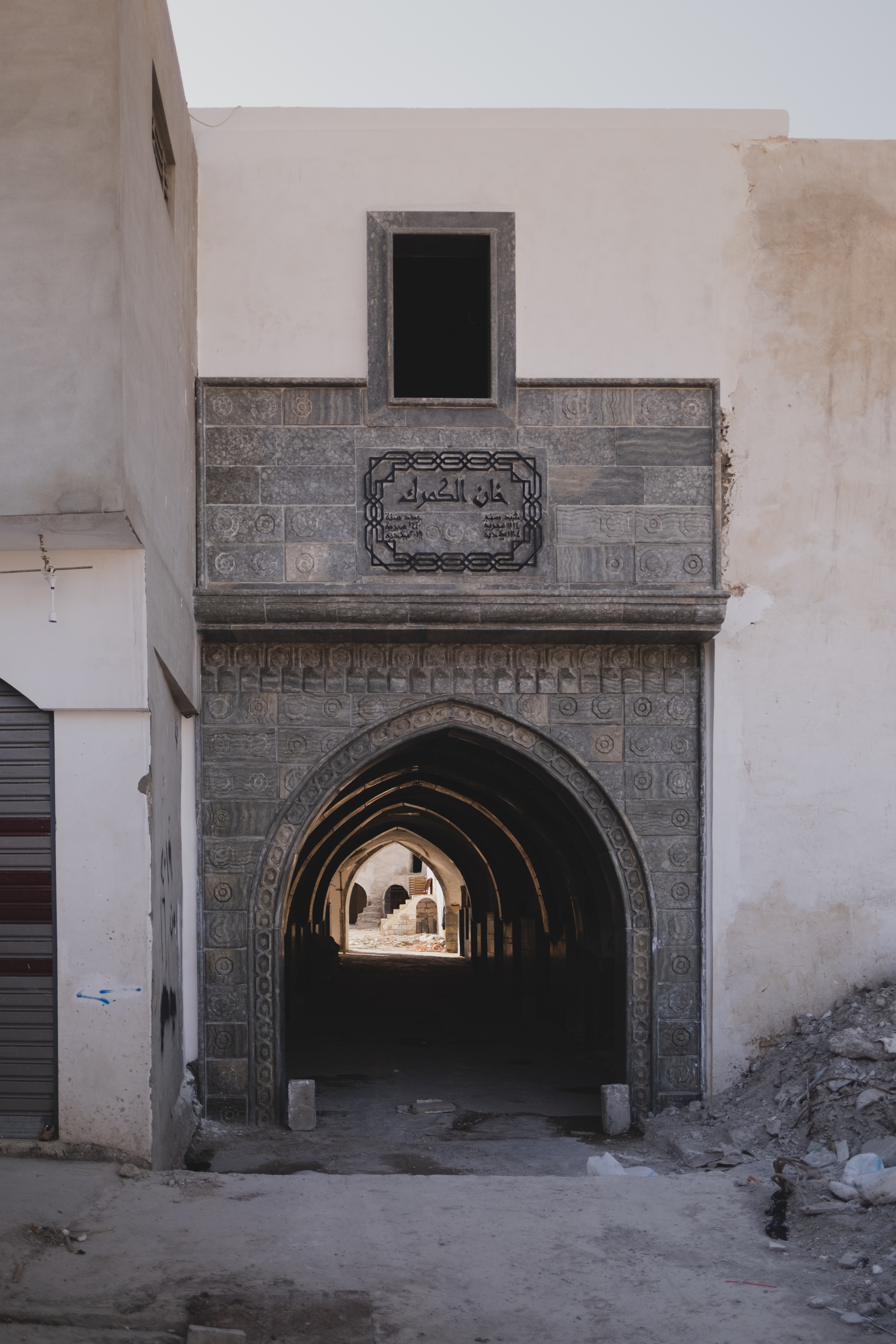